# Juan de Gotia
San Juan de Gotia fue un obispo ortodoxo godo y metropolitano de Doros que vivió en el siglo VIII en Gotia, la parte montañosa de Crimea.
Nació en una familia goda cristiana, León y Fotina. Desde joven dedicó su vida a la Iglesia.
En 754 el imperador bizantino Constantino V Kopronymos, también llamado “Iconoclasta”, le hizo al obispo godo firmar las decisiones del Concilio iconoclasta de Hieria. Al llegar a saberlo los cristianos godos renegaron de él y le pidieron a Juan que fuese su nuevo obispo.
Juan emprendió un peregrinaje a Jerusalén y en tres años recorrió toda la Tierra Santa, después de la cual llegó a Georgia, que todavía no había sido afectada por la herejía iconoclasta, donde tuvo lugar su toma de posesión como obispo en 758, y regresó a Crimea. En 780 visitó Constantinopla y habló con la emperatriz Irene que convocó el II Concilio de Nicea, en el cual se declaró herética la doctrina iconoclasta.
En 787 Juan encabezó una rebelión goda contra los invasores jázaros y perseguido por ellos tuvo que buscar refugio en Amastrida, donde permaneció cuatro años. Al recibir la noticia de que el príncipe jázaro había muerto, dijo: "Dentro de cuarenta días me voy para comparecer con él ante el juicio del Cristo Salvador". En efecto, al cabo de cuarenta días el santo falleció durante su discurso a la gente en 790. Sus reliquias fueron trasladadas al monasterio de San Jorge al pie de la montaña de Ayu-Dag en Crimea.